# براين روي
براين روي هو لاعب كرة قدم كندية كندي، ولد في 4 أبريل 1988 في Dalemead ‏ في كندا.